# Batos I
Batos I de Cirene fou el primer rei de Cirene vers el 631 aC i fins vers el 590 aC. Justí diu que el seu nom original fou Aristeu de Cirene. Era fill de Polimest de Tera, descendent de l'argonauta Eufem, i suposadament de la princesa de Creta Frònime. Formava part del grup dels mínies, descendents dels argonautes, que després d'emigrar de Lemnos a Lacedemònia van abandonar aquest país per establir-se a Tera, seguint el lacedemoni Teras. Heròdot diu que el nom Batos era un mot líbia que volia dir 'rei'; altres teories diuen que era un derivat d'una paraula que volia dir que tenia una dificultat en la parla; i encara d'altres consideren que Batos deriva del nom de l'oracle de Dionís entre els satres.
Batos va consultar a l'oracle de Delfos com podia superar el seu problema de parla, i se li va encomanar de fundar una colònia a Líbia, segons Heròdot, però segons l'historiador Mènecles, va ser expulsat de Tera per una guerra civil, i Justí barreja les dues històries. Procedent de l'illa de Tera, va fundar l'embrió d'allò que després fou Cirene vers el 639 aC. Després de fundar una colònia a una illeta de la costa oriental de la Cirenaica (de nom Platea, al golf de Bomba), al cap de dos anys es va traslladar al districte d'Azilirs, en terra ferma, on els colons van estar sis anys fins que van trobar un millor emplaçament a la regió d'Irasa on va fundar Cirene mes a l'interior (631 aC) al territori de la tribu líbia dels asbistes i dominava les terres més fèrtils i amb aigua. Va assolir el títol de rei i va iniciar la dinastia dels batíades.
Va sotmetre als libis de la rodalia, segons es diu amb l'ajut del lacedemoni Anquionis. La col·laboració amb els veïns libis fou intensa i es va produir una barreja important però els libis eren una classe baixa i estaven exclosos del poder polític. Batos I va iniciar la fundació de colònies de Cirene, i va construir una carretera i un temple dedicat a Apol·lo.
Va governar fins a la seva mort vers el 590 aC. La seva tomba es va col·locar allà on la carretera que havia construït es trobava amb l'àgora. Els seus súbdits el van adorar com un heroi i segons Pausànies li van dedicar una estàtua a Delfos on era representat en un carruatge conduït per la nimfa Cirene, amb Líbia fen l'acció de coronar-lo.